# Grandchamp-le-Château

Grandchamp-le-Château este o comună în departamentul Calvados, Franța. În 1 ianuarie 2018 avea o populație de 83 de locuitori.